# 世良公則
世良 公則（せら まさのり、1955年〈昭和30年〉12月14日 - ）は、日本のロックミュージシャン・ボーカリスト・俳優・ナレーター。広島県福山市出身。大阪芸術大学芸術学部放送学科卒業。身長175cm（1984年11月）。既婚。

## 経歴・人物

### プロデビューまで
- 広島の寺の孫として生まれ[6]、父は公務員、母は保育士で、小さい頃は県営アパートに住んだ[4]。
- 3歳から高校2年までバイオリンを習い[7][8]。中学時代にローリング・ストーンズの「Paint it Black」を聴き「何だ、これは!」と衝撃を受ける[1][9]。これを切っ掛けに海外のロックを聴きまくる[9][10]。このため譜面も読める[4]。13歳のとき、ギターを手にした[11]。中学ではバレーボール部に所属[4]。高校に入るとベース担当がいない同級生のバンド・FBIバンドに加入する[3][11]。「ヴァイオリン（4弦）を習っていたのならベース（4弦）も弾けるだろうからベースを担当してくれないか？」と言われベースを担当した[7]。ヴォーカルに転向したのは大学2年の終わりであるが[12]、高校2年のとき、バンド仲間の影響でロッド・スチュワートを知り大きな影響を受けた[12][13]。
- バンドメンバー全員が大阪の学校に進学[14]。大阪芸大在学中に世良がボーカルに交代した[12][注 2]。大学4年のとき「ツイスト」に改名[15]。
- 1977年11月、メンバーの大学卒業、バンドの解散のけじめに出場したヤマハポピュラーソングコンテスト（ポプコン）と世界歌謡祭で「あんたのバラード」でグランプリを獲得。
- 卒業後に世良と神本宗幸（世良の二学年下で大学在学中）以外のメンバーがプロになるのを拒否したため、大学のバンド仲間で別バンドに所属しているプロ志向の仲間達で同月“世良公則&ツイスト”を結成[注 3]。

### 世良公則&ツイスト
- 1977年11月のレコードデビュー、翌1978年1月のテレビ初出演（夜のヒットスタジオ、フジテレビ、1月9日）後はリリースした曲がいずれも大ヒット、わずか1年足らずで頂点に立ち一世を風靡した[1][16][17][18][19]。
  - またこの頃、歌番組のスタッフにはロックミュージシャンへの偏見が強く、演出法に対してもめることが多かった[9]。カメラリハーサル中、急に音が遠くなり、振り返ったら自分とバンドの間に書き割り（演出用美術セット）が降りていて、イヤーモニターがある時代ではないし、バンドと切り離されるのが嫌で「書き割りは降ろさないでください」と言ったら「新人のくせに生意気だ」と言われた[9]。「カラオケでやれ」と強要されることも珍しくはなかったという[20]。これらの改善にも世良らが後世に残した功績は大きい[21]。
  - 世良公則&ツイストが一斉を風靡した時期にはサザンオールスターズも人気に火が付きはじめており、当時の学生の間では女子はツイスト派、男子はサザン派に分かれるほどの2大ブームを巻き起こしている[22]。このため桑田佳祐とはライバルともいわれることもあるが、実際は双方が「戦友」と語るほど良好な間柄である[23][24]。
- 1980年には桑田佳祐、山下達郎、竹内まりや、ダディ竹千代と期間限定ユニット「竹の屋セントラル・ヒーティング☆」を結成、ベースを担当している。そのときの名義は「世良正則」となっている。
- 1981年末に「ツイスト」解散。その後はソロとして音楽活動を開始。

### ソロ活動
- 生誕30周年を祝う武道館公演などを精力的に展開。
  - SERA BANDは1998年5月に行われた日清パワーステーションのフェアウェルライヴまでの活動が確認されているが、その後の活動記録はない。
  - 1990年以降、SERA BANDによるGentle Handsと題したアコースティックライヴを毎年冬に展開して話題となる。アコースティックの活動はSERA BAND解散後も続き、その成果として2001年と2006年にはアコースティックライヴ映像集、2007年には全編アコースティックのアルバム、2008年にはアコースティックギターの教則DVDを続々リリースすることとなる。
- ソロ活動開始以降は俳優業も本格的に開始[25]。その評価は高く[1]、テレビドラマでは『太陽にほえろ!』などの刑事ドラマやNHK朝ドラ『チョッちゃん』、映画では『Wの悲劇』、『極道の妻たち』シリーズ、『マルモのおきて』、『カンゾー先生』などにも多数出演し、第10回及び、第22回日本アカデミー賞助演男優賞を受賞[26][27]。しかしながら、『カンゾー先生』で第22回日本アカデミー賞助演男優賞を受賞したのを機に俳優としての活動にはひと区切りをつけ、『マルモのおきて』に出演するまで10年以上俳優を休業して音楽活動に専念していた（後述）。
- 1989年、ツイストでのデビュー以来所属していたレコード会社であるポニーキャニオンを離れ、east west japan（ワーナーミュージック）へと移籍。いくつかの社内レーベル移動を経て、1997年まで所属。その中ではツイストの再結成活動も行った。
- 1998年から約3年間はレコード会社へ所属せずにライヴ活動に専念。1999年になると弾き語り形式のソロ・アコースティックライヴを本格的に始めるほか、ハッピーラビッツやSSKユニットなどのプロジェクト活動が活発化。ここで野村義男や櫻井哲夫と組んだことが、21世紀の活動内容へと発展していくこととなる。
  - この頃から、音楽活動への専念を理由に俳優活動を休止させる。
- 2000年、自主レーベル「SPICULE」を立ち上げて新譜を製作することを発表し、新曲作りを活発化させる。2001年2月に自主レーベル第一弾アルバム「nobody knows」を発表。ここではSERA BAND時代のメンバーである神本宗幸 (Key.) とサマンサ (Dr.)、そしてハッピーラビッツの活動で関係が密になった野村義男をゲストプレイヤーに招いた。また、世良自身が久々にベースをプレイしている。SPICULEからは2001〜2002年の間に3枚のオリジナルアルバムをリリース。
  - アルバム「nobody knows」発売記念として行ったライヴにおいて、野村義男 (G.)、高砂圭司 (B.)、横瀬卓哉 (Dr.) という編成が実現。これが軌道に乗って正式に「GUILD9」という新バンドとなり、その後は同バンド名義でアルバムもリリース。
- 2003年、ツイスト時代の曲をセルフカヴァーした「照 TWIST SONGS」を日本コロムビアからリリース。これは、6年ぶりの国内メジャーレコード会社復帰作となった（このときの商品帯に付いていたキャッチコピーは「世良が動いた！」）。
  - ロサンゼルスで録音したこのアルバムの交友関係が元になり、海外ミュージシャンとのユニット「TWIST INTERNATIONAL」が誕生。2003年10月には日本武道館公演も行う（ハノイ・ロックスとのカップリング公演）。このときに出会ったエリック・ゴーフェン、マーティ・フリードマン、ダグ・アルドリッチといった人脈は、後の活動にも活きることとなる。
- 2004年、CMで共演した宇崎竜童、岩城滉一と共に3ピースのアコースティックユニット「GENTLE3」を結成[1]。各地でライヴを行ったほか、ライヴアルバムもリリース。
- 2006年、盟友の野村義男と共にアコースティックユニット・音屋吉右衛門としての活動を開始する。
  - 2008年1月、デビューシングルとして新番組『ヤッターマン』の主題歌をアコースティックアレンジでカヴァー。CD発売に先かげて開始された着うたやiTunes Storeなどの配信系販売ルートでのダウンロード数は3万曲以上を記録し、オリコンシングルCDランキング週間チャートにも初週で第38位に初登場。配信開始1か月、CD発売10日前後の時点で通算5万枚のセールスを記録するスマッシュヒットシングルとなった（BARKS記事）。なお、このバージョンは当初の予定どおり2008年3月17日放送分（1クール分、第10話）まで使用されたが、世良はその2日後に一連の騒動に対する見解を含んだ記事を公式サイト上で発表している。
  - 2008年8月、『ヤッターマン』と同じタツノコプロが制作したアニメ『マッハGoGoGo』のトリビュートアルバムに参加。ベースに寺沢功一、ドラムに高橋ロジャー和久を迎えた4人編成で、名義も「音屋吉右衛門'寿」となった。
- 2008年12月24日、世良公則 (GUILD9) 名義および音屋吉右衛門'寿名義によるアルバムを2枚同時リリース。異なる名義による2枚の新譜を同時発売するのは初めての試み[注 4]。それぞれのアルバムタイトル「UNDERCOVER」は敬愛するローリング・ストーンズのアルバム名から引用したもので、マスタリングやブックレット写真撮影者にもローリング・ストーンズと縁のある人物を起用した。
- 2010年2月にNHK教育の教養番組『趣味悠々』に出演して陶芸に挑戦。以後陶芸にのめり込み、作陶に励むようになると同時に、若手実力派の陶芸家集団「暁坏」をプロデュースし、グループ展や茶会を催すようになる[28]。
- 生誕60年となる2015年は、音屋吉右衛門のライヴアルバム、つるの剛士をフィーチャーした19年半ぶりのソロシングル（作詞作曲は奥田民生）、自らが監修したものとしては史上初となるベストアルバムといった新譜の発売を勢力的に展開。その中では、ツイスト時代からの盟友・神本宗幸をフィーチャーした音源も複数収められた。音楽以外では、MIKATA PROJECTと題した厳選国産食品のプロデュース活動を開始。
- 2016年7月放送開始の連続テレビドラマ『ヤッさん〜築地発！おいしい事件簿〜』（テレビ東京系列ほか）の主題歌に、ツイスト時代に書かれた代表曲である「宿無し」のWE ARE GUILD9バージョンが採用。1987年放送の『ベイシティ刑事』以来、29年ぶりのテレビドラマ主題歌タイアップとなった。
- デビュー40周年となる2017年は、新曲のみで構成されたものとしては15年ぶりとなるフルアルバムをリリースした他、ツイスト結成の地・大阪の大阪城野外音楽堂にて、親交のあるミュージシャンたちを多数招いての記念ライヴを行った。
- 2016年7月3日、福山市市制施行100周年記念イベント「帰ってきたSAMURAI世良公則ライブ!!」を開催。福山城天守閣前に特設ステージを組み福山城の敷地内にてライヴを行い史上初の福山城野外ロックライブとなった[29]。
- 2018年多治見市文化観光大使就任。
- 2018年3月30日、広島カープ開幕セレモニー（マツダスタジアム）にて、国歌『君が代』独唱。
- 2019年4月4日、福山市立大学の入学式に出席、世良が作曲を務めた同大学の大学歌「Road To The Future」を学生と教員の有志が登壇し初披露[30]。同大は2011年に開学で、これまで大学歌はなく、初の大学歌である[30]。
- 2020年2月29日リリースの野村義男のアルバム「440Hz with〈LIFE OF JOY〉」に参加。11曲目『レッツ・ラ・ゴォー！』の作詞とボーカルを担った。
- 2021年11月から2022年4月には、NHK連続テレビ小説『カムカムエヴリバディ』に柳沢定一・健一役で出演。「オン・ザ・サニー・サイド・オブ・ザ・ストリート」を熱唱して話題となり[1]、2022年3月30日にはボーカルを再録したうえで配信リリースされた[31]。
- 2022年2月25日には世良の誘いでメールでの親交のある桑田佳祐と久々に顔を合わせ、自宅に招き入れた[24]。同年5月には桑田からのオファーを受け「時代遅れのRock'n'Roll Band」のレコーディングに佐野元春、Char、野口五郎と共に参加した[32]。同年12月31日には同曲で『第73回NHK紅白歌合戦』に出場した[33]。
- 2022年9月24日、俳優の佐藤浩市をスペシャルゲストボーカルとして招き、盟友の神本宗幸やNAOTOとともに45周年記念ライヴを行う。この模様は映像収録され、年内にWOWOWでのテレビ放送、翌2023年にはライヴDVD化された。このDVDはAmazonを介した通信販売とライヴ会場物販のみの流通を採用し、21年ぶりに世良の自主レーベル「SPICULE」からの新商品としてリリースされた（ピックアップした映像は、DVDに先駆けて所属レーベルであるドリーミュージックのYoutubeチャンネル上で公開）。
- 2025年7月1日、同月20日執行の第27回参議院議員通常選挙に大阪選挙区から無所属で出馬する考えを表明した[1][34]。25万2914票を獲得したが、結果は7位に終わり落選した[35]。世良の立候補表明を受け、NHKは同年3月24日からNHK BSなどで再放送中で、世良が主人公の夫役として出演していた連続テレビ小説『チョッちゃん』の放送を立候補表明に先立つ7月1日朝から、参院選投開票日の同月20日まで急遽休止になった[17][36]。

## エピソード

### 人間関係
- 長年親交がある桑田佳祐とは双方が「戦友」と語るほどの仲であり、現在もメールでやり取りをしたり、世良の自宅を桑田が訪れたりするなどの交流が続いている[23][24]。桑田は世良のことを「ライバルで戦友でもあり大好きな人」「同時期にデビューして、同じようなことで楽しんだり悩んだり、そういうことを共有できたライバルですよ」「ライバルに匹敵する存在って俺の場合はいないんだけど、あえて同世代で同じ職種の人間というなら、世良クンかなぁ。テレビ局で居合わせたときに浮いてる感じが似てたしね。やっぱり世良クンというライバルがいなかったら『テレビでロックだ!』みたいな感覚にならなかったと思う。いまでもたまに会うと、なんか兄弟と久しぶりに会うときのくすぐったさを感じる」「僕はいじめられたら、世良くんのところに行こうと思って。『世良に言いつけるぞ』みたいな」と話している[24][37][38]。一方の世良も2017年に桑田のことを「もちろん、いい意味ではライバルでもあるんですけど、戦友ですね」「いまだに年に何回かメールのやりとりをさせていただいたりする」「彼はずっとサザンオールスターズを解散しないで、来年（2018年）くらいに40周年を迎える。僕もザ・ローリング・ストーンズが好きで、ずっとバンドを続けていたかったんですけど、僕は途中で解散しちゃったので。ですから桑田氏は僕の出来なかった道を唯一歩き続けている同期なので、尊敬してます、すごく」と語り、前述した桑田の発言に対しても同意している[23]。また、2016年には「サザンには老衰になるまでやってほしい」とも語っている[39]。同学年のミュージシャンを集めて行われた「時代遅れのRock'n'Roll Band」の企画は世良と桑田の会話がきっかけで生まれたものであり、桑田がこの企画の案を出した際も、世良は真っ先に「桑ちゃんが動けば世の中は動く。ぼくは無条件にあなたの案に乗るよ」という言葉を桑田にかけて賛同した[40]。
- 長渕剛とはかつて『長渕クンと世良くん』（ニッポン放送）で共演しセッションを行っていた[41]。2019年5月11日には南こうせつ主催のイベント「GREEN PARADISE」で久々に共演し、「乾杯」の演奏に参加した[42][43]。
- 前述の通り『趣味悠々』の企画で岐阜県多治見の窯元と縁が出来、50代から陶芸にも取り組むようになり、伝統工芸の分野にも友人や知人が増えている[6]。また、つるの剛士を始めとしたミュージシャン仲間や出演していたドラマ『マルモのおきて』（フジテレビ）の共演者と一緒に陶器を作ったこともある[44][45]。
- 村雨辰剛とはNHK朝ドラ『カムカムエヴリバディ』で共演したことをきっかけに意気投合し、双方が日本の文化に造詣が深いこともあり、度々二人で茶会を行うほどの仲になっている[46][47][48]。

### 俳優として
- 俳優活動の代表作として挙げられる『太陽にほえろ!』では、ハンフリー・ボガート（愛称：ボギー）に心酔した、その名も『ボギー』というニックネームの転任刑事として活躍。世良本人の出身地に合わせ、広島出身、大の広島東洋カープファンというキャラであった。演じる世良自身もカープファンである。熱血漢・直ぐにカッとなる猪突猛進の性格の反面、人情味に溢れ、小動物を愛し、純情な一面も持ち合わせる[注 5]。しかし、その熱血漢が災いしてか、この頃の『太陽にほえろ!』では珍しく、転任して1年7ヶ月[注 6][注 7]という短期間で殉職・降板（第597話『戦士よさらば　ボギー最後の日』にて刺殺）となる。2枚目半の『格好良くキメているつもりの、ドジで格好悪い刑事』というボギー刑事が刺殺される場面では、必要最低限の都会の雑踏音・喧騒と、世良本人の希望によりBGMなしの音声のみで左胸をナイフで刺されるシーンを放映。法律では裁けない『悪』へ単身乗り込もうとしようとした所で不意に刺され、一瞬呆然とするボギー。そして「まだやりたいこと、あんだよぉ!」と無念さ、無様な最期となった自分への言葉[注 8]、それぞれが上手く演出され、ボギー刑事の無念さを表す、悲しい名場面となった。
  - 番組プロデューサーの岡田晋吉の著書『太陽にほえろ!伝説』では起用当時の世良にまつわる思い出として「『太陽』には歌手でなく役者として来たのだから新人扱いでいい」と語っていた、番組内で挿入歌を歌ってもらおう[注 9]と持ち掛けたところ「俺の歌は『太陽』には合わない」として、殉職まで一切歌わない姿勢を貫いた、というエピソードを披露している。
  - またそれまでの『太陽』に登場する刑事のような恰好いいイメージでは意外性がないと考え、プロデューサーに「おっちょこちょいで情けないんだけど憎めない、三枚目な刑事役をやりたい」と世良から提案した。普段の世良のイメージを、このドラマでどこまで消せるかを最大のテーマにしたと後年世良が語っている[49]。
- 1989年主演した『クライムハンター 怒りの銃弾』（東映Vシネマ）はVシネマ第一号として[50]、その後のVシネマ（オリジナルビデオ）の量産を産むこととなる。世良はVシネマを世に認知させた文字通りの立役者である[51]。
- NHK朝ドラ『チョッちゃん』本番において、世良自身がヴァイオリンを演奏・OAしているのを高嶋ちさ子がTVで見抜き、覚えていた。これが、後々に2人がセッションを組むきっかけとなった。

### その他
- 前述の通り広島の寺の孫に生まれたこともあって古風な面を持っており、神社仏閣や、森の張り詰めた静寂、名木のたたずまい、滝の清澄な空気を好む[6]。また、陶芸を嗜んで以降は事務所で使っている器はほとんど自作である[52]。事務所に来客があると、世良が自作の茶碗で抹茶を点て、和菓子と一緒に出してもてなすという[52]。
- 40代のころから生活習慣を改め、ギター及び歌の練習後は基本的に外食をせず、自分で料理をして事務所のスタッフと共に飲食をするスタイルをとっている[6]。料理は和風ダシを利かせたあっさりしたものが中心で、例えば冬の場合は鍋料理が多いという[53]。ただし、肩肘張って外食をしないというわけではなく、コンサート先で稀にスタッフと食事に出かけることもある[6]。
- 近年はTwitterを通じ、国防・安全保障、食料自給率、エネルギー問題などを始めとした政治的な発信を繰り返している[54][55][56][57]。また、出馬以前から取り組んでいる動物愛護活動や、コロナ禍におけるエンタメ業界の危機を訴える際に、与野党問わず様々な議員と意見交換を行っていた[58]。先述のとおり、2025年7月1日には参議院選挙への出馬表明に至っており[34]、オーバーツーリズム対策や外国人の土地取得規制の強化などを訴えた[59]。自身の政治スタンスに関しては「右も左もない。党派を超えて是々非々で」「ポジショントークではなく、本当に日本のためになるのかを自問自答しながら、この（選挙における）戦いを勝ち抜く」「『ミュージシャンは黙って歌だけ歌っていればいいんだよ』という風潮に反発を感じる。職業差別だ。どんな職業であれ、国民である以上は政治や社会に何かを感じ、発信することははばかるべきではない」と語っている[60][61]。

## ディスコグラフィー

### アルバム
（注）世良公則サイド未監修およびリマスター・リミックスを施さない既発音源流用ベスト盤は割愛。

### その他の発表音源
- Heartache 303 [Live Version]（1988年）※ ALIVE HIROSHIMA'88に収録
- Prayer（1990年）※『クライムハンター3 皆殺しの銃弾』本編に1番のみ収録
- Prayer [Live Version]（1990年）※ HIROSHIMA'90に収録
- Gentle Hands [Live Version]（1992年）※ アコースティックツアー『Gentle Hands』テーマソング / 未発売
- Born To Be Rockin' [Early Version]（1996年）※ トヨタカルディナ1996年下半期CMソング / 未発売
- for U（1996年）※ テレビ朝日系『やじうまワイド』天気予報イメージソング / 未発売
- co co ro [Early Live Version]（1999-2000年）※ 当時のアコースティックソロライヴで演奏。2017年発売のアルバム「Howling Wolves」において初めて音源化。
- Pride & Glory（2003年）※『阪神タイガース優勝祈念CD VICTORY』に収録
- タイトル不明（2003年）※ キリンビバレッジ「釜の茶」CM用音楽
- ヤッターマンの歌［TVサイズ Version］（2008年）※『ヤッターマンSONG BOOK』に収録。音屋吉右衛門 名義
- 蒼い影 [Inst. Version]（2009年）※『キャシャーン Sins スペシャルコンプリート』に収録。音屋吉右衛門’寿 名義
- 蒼い影 [Ballad Version]（2009年）※『キャシャーン Sins スペシャルコンプリート』に収録。音屋吉右衛門’寿 名義
- 燃えろいい女 [2009 Version]（2009年）※ NHK『タビうた』番組内で使用された伴奏用音源[注 14]。
- あしたのジョー [40th Anniversary Version]（2010年）※『ぱちんこ あしたのジョーORIGINAL SOUND TRACK』に収録[注 15]。
- 傷だらけの栄光 [40th Anniversary Version]（2010年）※『ぱちんこ あしたのジョーORIGINAL SOUND TRACK』に収録[注 15]
- レッツ・ラ・ゴォー！（2020年）※ 野村義男のソロアルバム『440Hz with〈LIFE OF JOY〉』収録曲[注 16]
- 貴方に[Solo Version] （2020年）※2020年5月20日、ドリーミュージック公式Youtubeチャンネル上で発表[注 17]

### コラボレーション
- ふたりは 〜Two Of Us〜（1995年）※ 中島みゆきとのデュエット曲。中島みゆきのアルバム『10 WINGS』に収録。
- True Love Song（2010年）※ 大友康平とのデュエット曲。iTunes Storeなどの各種配信サイトにて先行リリースされた後、大友康平のアルバム『コラボ×3』に収録。
- 銃爪 feat.世良公則（2015年）※ つるの剛士とのデュエット曲。オリジナル版がつるの剛士のアルバム『つるのうた3』に、リマスター版が世良のシングルにそれぞれ収録。
- 銃爪 with 世良公則（2019年）※ カーリングシトーンズとのライヴ共演曲。ライヴアルバム『カーリングシトーンズ デビューライブ!〜カーリング・シトーンズと近所の石〜』に収録。
- 宿無し with 世良公則（2019年）※ カーリングシトーンズとのライヴ共演曲。ライヴアルバム『カーリングシトーンズ デビューライブ!〜カーリング・シトーンズと近所の石〜』に収録。
- ありがとう（2020年）※ 野村義男のソロアルバム『440Hz with〈LIFE OF JOY〉』収録曲で、世良はコーラスにて参加。音屋吉右衛門・分家の武直亮もギターやコーラスで参加している。
- 時代遅れのRock'n'Roll Band（2022年）※ 桑田佳祐 feat. 佐野元春, 世良公則, Char, 野口五郎名義での配信リリース。

### 映像作品
（注）ファンクラブビデオ会報は除く
- KAIZOKUBAN（1987年 VHS）※ 1986年 INK STICK 芝浦ファクトリーでのライヴ映像
- HIP HIP HURRAH（1992年 VHS[注 18]）※ 1992年 日比谷野外音楽堂でのライヴ映像[注 19]
- O-kiraku Live（2000年 VHS）※ 2000年 広島サンプラザホールでのライヴ映像[注 20]
- JUST PLAY ROCK（2003年 DVD）※ 1999、2001、2002年のライヴ映像オムニバス集 全10曲収録[注 21]
- アンプラグドライブ DISC2（2004年 DVD）※ GENTLE3アンプラグドライブの初回仕様DVD。リハなどを収録
- Acoustic Works（2006年 DVD）※ 2005年 Motion Blue Yokohamaでのライヴ映像 全10曲収録[注 22]
- GUILD9 REC'07（2007年 DVD）※ WE ARE GUILD9の初回特典DVD。スタジオライヴを2曲収録[注 23]
- JACARANDA DISC2（2007年 DVD）※ JACARANDAの初回仕様DVD。リハやPVなどを収録
- 直伝ギター魂 〜seraならこうヤルッ！〜（2008年 DVD）※ ギター教則DVD
- O-kiraku Live 2014（2015年 映像配信アプリ・Takeoutlive用）※ 2014年 東京THEATRE1010でのライヴ映像。全4曲収録 [注 24]
- いつものうた 初回限定盤DISC2（2015年 DVD）※ シングル「いつものうた」の初回仕様DVD。表題曲のPV2種と、そのメイキング映像等を収録
- Premium BEST Songs＆Live 〜いつものうた〜初回限定盤DISC3（2015年 DVD）※ TWIST INTERNATIONALの2003年武道館公演を記録した発掘映像集。
- O-Kiraku LIVE 2014（2015年 DVD）※ 抽選で100名にのみ進呈された非売品DVD。配信アプリ版には収録されていない曲も含めた完全版。
- カーリングシトーンズ デビューライブ！ 〜カーリング・シトーンズと近所の石〜（2019年 BD/DVD）※ 世良が客演し、自身の持ち歌を2曲披露している[注 25]。
- CLUB DEJA-VU ONE NIGHT SHOW 松田優作・メモリアル・ライブ（2020年 DVD）※ 1990年12月3日に東京で行われた松田優作追悼ジョイントライヴの映像。世良が出演[注 26]。
- -45YEARS ANNIVERSARY CONCERT- DOORS ヨロコビノトビラ（2023年 DVD）※ 俳優の佐藤浩市をスペシャルゲストボーカルとして招き行われた、2022年 Hulic Hall Tokyoでのライヴ映像。全19曲収録[注 27]

## 歴代ユニットおよびメンバー
世良公則（ボーカル、ギター）
- GUILD9（2001年〜 / JETROXのメンバーを混成した派生パターンあり。JET ROXの項を参照）
  - 野村義男（ギター）
  - 横瀬卓哉（ドラム）
  - 櫻井哲夫（ベース）2005年に加入
  - 神本宗幸（キーボード）断続的なサポートを経て2005年に加入
  - マーティ・フリードマン（ギター）2003年以降断続的にサポート
  - 寺沢功一（ベース）2008年のレコーディングに参加、以降断続的にサポート
  - 島本道太郎（ベース）- 2016年にJET ROXへ初参加。2022年以降はGUILD9名義での出演機会で名を連ねている。
  - 高砂圭司（ベース）2001年〜2004年
  - サマンサ（ドラム）2001年のレコーディングに参加
- 音屋吉右衛門（2006年 - ）
  - 野村義男（ギター、ボーカル）
  - 寺沢功一（ベース）- 彼を加えると音屋吉右衛門'寿名義となる
  - 高橋ロジャー和久（ドラム）- 彼を加えると音屋吉右衛門'寿名義となる
  - 横瀬卓哉（ドラム）- 2008年のレコーディングに参加
- 世良公則×JET ROX（2012年 - ）[注 28][注 29]
  - 松本タカヒロ（ギター）
  - 國分建臣（ドラム）
  - 平畑徹也（キーボード）
  - 小島剛広（ベース）
  - イワイエイキチ（ベース）- 2013年4/13の東京公演等に小島の代役として参加
  - 島本道太郎（ベース）- 2016年10月の『うたコン』出演時に参加。以降、2019年秋のツアーやTV出演で断続的にサポート。
- 音屋吉右衛門 分家（2008年 - ）[注 30]
  - 武直亮（ギター、ヴォーカル）
- 世良公則 with Friends（2004年 - ）
  - エリック・ゴーフェン（ヴァイオリン）
  - 神本宗幸（ピアノ）
  - 武直亮（ギター、ヴォーカル）- 断続的にサポート
    - 出発点および基本構成となっているのは、世良公則 with エリック・ゴーフェン＆神本宗幸 (Acoustic Works)。Friends名義になってからは、神本とのデュオ、一部曲で武を迎えたトリオ〜カルテット、それ以外のゲスト招聘など、幾つかの派生事例がある。また、これの前身的な組み合わせとして、神本宗幸（ピアノ）、渡辺茂（ウッドベース）という布陣のトリオ興行が、2001年1月に実現している[注 31]。
- TWIST INTERNATIONAL（2003年 - / ここでは2003年の日本公演のメンバーを記載）
  - マーティ・フリードマン（ギター）
  - ダグ・アルドリッチ（ギター）
  - ロイ・Z（ギター）
  - 鮫島秀樹（ベース）
  - 櫻井哲夫（ベース）
  - 神本宗幸（キーボード）
  - クリス・フレイザー（ドラム）
- 櫻井哲夫 with 世良公則＆神本宗幸（1999年 - ）
  - 櫻井哲夫（ベース）
  - 神本宗幸（ピアノ）
- GENTLE3（2004年 - 2005年）
  - 宇崎竜童（ギター、ボーカル）
  - 岩城滉一（ギター、ボーカル）
- ハッピーラビッツ（1998年 - 1999年 / ドラムは流動的）
  - 渡辺香津美（ギター）
  - 野村義男（ギター、ボーカル）
  - 櫻井哲夫（ベース）
  - 神本宗幸（キーボード）
  - 則竹裕之（ドラム）
  - 岩瀬立飛（ドラム）
  - 山木秀夫（ドラム）
- SERA BAND（1982年〜1998年 / 流動的なので、ここでは主なメンバーを記載）
  - 青山徹（ギター）
  - 浜野義光（ギター）
  - 雨水英司（ベース）
  - 渡辺茂（ベース）
  - 鮫島秀樹（ベース）
  - 神本宗幸（キーボード）
  - 難波弘之（キーボード）
  - そうる透（ドラム）
  - サマンサ（ドラム）
  - 藤井正弘（サックス）
  - 森崎ベラ（コーラス）

上記の他、デュオによる興行が多数あり、これらは音屋吉右衛門以降に活発化した動きである。ここでは、音屋吉右衛門と音屋吉右衛門分家を除いた、主な双頭共演者を挙げる（テレビ等の放送番組用共演奏は割愛）。
- - 神本宗幸（ピアノ）
  - マーティー・フリードマン（ギター）
  - ダグ・アルドリッチ（ギター）
  - 高嶋ちさ子（バイオリン）
  - 今野均（バイオリン）
  - ROLLY（ボーカル、ギター）
  - 戸田恵子（ボーカル）
  - 宇崎竜童（ボーカル、ギター）
  - 押尾コータロー（ギター）
  - NAOTO（バイオリン）
  - 渡辺美里（ボーカル）
  - 野口五郎（ボーカル、ギター）
  - 八神純子（ボーカル、ピアノ）

## 出演

### テレビドラマ
- 明日の刑事 ※ テレビドラマ初出演作（TBS系）
- 火曜サスペンス劇場（日本テレビ系）
  - 『さよならも言わずに消えた!』（1981年） - 梅木刑事
  - 『奥能登殺人遊戯』（1985年）
  - 『黄金を抱いて翔べ』（1991年）
- 木曜座『さりげなく憎いやつ』（1982年、TBS系）
- ザ・サスペンス『陽のあたる場所』（1982年、TBS系）
- 太陽にほえろ!（1982年9月 - 1984年4月まで出演、日本テレビ系）- 春日部 一（通称・ボギー）刑事
- 金曜劇場『25才たち・危うい予感』（1984年、日本テレビ系）- 服部幹夫 役 主題歌・世良公則『導火線』
- 服部半蔵 影の軍団シリーズ（関西テレビ・フジテレビ系）
  - 影の軍団IV（1985年）- 坂本龍馬
  - 影の軍団 幕末編（1985年）- 坂本龍馬
- 金曜ドラマ（TBS）
  - 『金曜日には花を買って』（1986年）
  - 『男について』（1990年）
- 連続テレビ小説（NHK総合）
  - 『チョッちゃん』（1987年）- 岩崎要
  - 『梅ちゃん先生』（2012年）- 坂田俊一郎
  - 『カムカムエヴリバディ』（2021年） - 柳沢定一・柳沢健一（二役）
- 水曜21時『ベイシティ刑事』（1987年10月 - 1988年3月、テレビ朝日系）/ 星野刑事  主題歌・世良公則『Heart Is Gold』
- 東芝日曜劇場『鳩のいる風景』（1988年、TBS系）
- 火曜スーパーワイド『ミスマッチ』（1988年、テレビ朝日系）
- 冬の旅（1989年、TBS系）
- 月曜21時連続ドラマ『スクラップ SCRAP』（1989年、TBS系）挿入歌・世良公則『Scrap』
- テレビ朝日開局30周年記念ドラマ『氷点』（1989年、テレビ朝日系）
- 世にも奇妙な物語（フジテレビ系）
  - 「夢」（1991年）- 結城康平
  - 「行列」（1991年）- 栗谷川進
- 外科病棟の陰謀（1992年、TBS系）
- 松本清張作家活動40周年記念『迷走地図』（1992年、TBS系）- 土井信行
- 金曜ドラマシアター『ザ・スクープ』（1992年、フジテレビ系）
- TBS大型時代劇スペシャル『天下を獲った男 豊臣秀吉』（1993年、TBS系）- 織田信長
- はだかの刑事（1993年、日本テレビ系）
- 土曜グランド劇場『そのうち結婚する君へ』（1994年、日本テレビ系）
- 白の条件（1994年、関西テレビ・フジテレビ系）
- ふたりの夫を愛した私（1995年、TBS系）
- 忠臣蔵（1996年、フジテレビ系）- 堀部安兵衛
- 月曜ドラマスペシャル（TBS系）
  - 『霧の大雪山殺人事件』（1996年）
  - 『叫ぶ骨 -札幌・大沼・羊蹄山殺人行-』（1997年）- 今野イワオ
  - 『萩・津和野湯けむりツアー殺人事件』（1997年）
  - 『遠い雪の記憶』（1999年）
- 恋の片道切符（1997年、日本テレビ系）
- バージンロード（10話、1997年3月10日、フジテレビ系）- 広瀬学（戦場カメラマン）
- 土曜ワイド劇場『殺人披露宴』（1999年、テレビ朝日系）
- ドラマチック・サンデー『マルモのおきて』（2011年、フジテレビ系）- 畑中陽介
- リバース〜警視庁捜査一課チームZ〜（2013年、日本テレビ系）- 福岡武彦
- TAKE FIVE〜俺たちは愛を盗めるか〜（2013年、TBS系）- 緒方研一
- 土曜ドラマ『55歳からのハローライフ』第2話（2014年、NHK総合）- 義田
- 連続ドラマW『テミスの求刑』（2015年、WOWOW） 澤登栄太郎
- 下町ロケット 後編（2015年11月 - 12月、TBS系）- 貴船恒広 [62]
- 月曜プレミア8『ドラマスペシャル 堂場瞬一サスペンス ラストライン 刑事 岩倉剛』（2020年6月29日、テレビ東京系） - 城戸南 [63]

### 映画・Vシネマ
- ザ・オーディション（1984年、東宝東和）- 北森修平 役
- Wの悲劇（1984年、角川春樹事務所）- 森口昭夫 役
- 雪の断章 -情熱-（1985年、東宝）- 津島大介 役
- 十手舞（1986年、松竹）- 叶屋源四郎 役 ※ 主題歌・世良公則『Against The Wind』
- 極道の妻たち（1986年、東映）- 杉田潔志 役
- あいつに恋して（1987年）
- CFガール（1989年、東映）- 流葉爽太郎 役 ※ 主題歌・世良公則『抱きしめてくれ…』
- クライムハンター（東映Vシネマ）
  - クライムハンター 怒りの銃弾（1989年）- ジョーカー 役
  - クライムハンター 裏切りの銃弾（1989年）- ジョーカー 役
  - クライムハンター3 皆殺しの銃弾（1990年）- ジョーカー 役 ※ 主題歌・世良公則『Prayer』
- ありふれた愛に関する調査（1992年）- 大坪 役
- 新極道の妻たち 惚れたら地獄（1994年、東映）- 権藤啓太 役
- 斬り込み（1995年、イメージファクトリー）- 石神新三(深川 冨辰組(鳶職)子頭) 役
- サンクチュアリ（1995年）- 渡海 役
  - サンクチュアリ PART3（1996年）- 渡海 役
- 鬼平犯科帳 劇場版（1995年、松竹）- 盗賊狐火二代目勇五郎 役
- 走らなアカン夜明けまで（1996年）- 金倉健一 役
- カンゾー先生（1998年、東映）- 鳥海医師 役
- 青の瞬間（2001年）- 北山文彦 役
- 恋するマドリ（2007年、シネカノン）- 温子の父親 役
- 七つの会議（2019年）副社長 村西京助 役
- 小さな恋のうた（2019年）- 根間敏弘 役
- 中洲のこども（2023年）- 高橋（カエル） 役[64]

声の出演
- 酎ハイれもん LOVE30S（1985年、OVA）- 辰巳五郎 役
- リーサル・ウェポン2/炎の約束（1989年、ビデオ・DVD）- マーティン・リッグス（＝メル・ギブソン） 役

### CM
- 森永製菓・ピーナッツチョコレート（ツイスト在籍時に出演）
- UCカード・「今、UCカードにもれなくマスターカードがついてくる」・「僕みたいな真面目な青年はUCカードがいいと思う。」
- カネボウホームプロダクツ・ビッグタイム / CM曲・世良公則『Tough In The City '88version』
- UCC上島珈琲・ザ・ブレンド 117 / 114
- 三菱自工・エテルナサヴァ
- UCC上島珈琲・MAJOR
- ヤマハ・クラビノーバ（当時子役タレントの前田亜季と共演）
- トヨタ・カルディナ（T190G系）/ 1996年上半期CM曲・世良公則『Rambling Dreamer』
- トヨタ・カルディナ（T190G系）/ 1996年下半期CM曲・世良公則『Born To Be Rockin' 1996Ver.』
- キリンビバレッジ・FIRE(岩城滉一、宇崎竜童と共演。コマーシャルソングも担当。『知らず知らずのうちに』
- 日産・デュアリス（ナレーション）
- アサヒスーパードライCM曲：『鼓動』作詞：池永康記 作曲：樫原伸彦 唄 / Intro Guitar Solo:世良公則

### ドキュメンタリー番組
- F1グランプリ（フジテレビ）（1999年-2000年） - ナレーターとして声の出演。また、1999年のF1総集編は、オープニングとエンディングを除き、全戦を担当（この年のオープニングとエンディングのナレーションは前述の総集編を含め、声優の林原めぐみが担当した。2000年は林原を引き継ぐ形で自身が『F1グランプリ』のオープニング前ナレーションを担当)。
- にんげんドキュメント (NHK総合) - ナレーターとして声の出演
- スポーツ大陸 (NHK総合) - ナレーターとして声の出演
- 金とく「世良公則 やきものの心 陶芸で音楽に出会う」（2013年6月28日、NHK中部7県ブロック）- ナビゲーター

### バラエティ・クイズ番組
- くんれん〜あなたの知らない危機管理の世界〜（2013年12月27日、2014年8月16日、NHK総合）- ナレーターとして声の出演
- ぴったんこカン・カン（2015年12月4日、TBS）
- バイキング（2018年11月21日 - 、フジテレビ）※ コメンテーターとして水曜ゲスト出演[65]
- 芸能人が本気で考えた!ドッキリGP（2018年12月8日、フジテレビ）※ ゲスト出演
- ミュージック・エア（2018年12月15日）※ ライブ映像、インタビュー

### ラジオ番組
- 世良公則・俺たちのバラード（1979年-1980年、ニッポン放送）
- 長渕クンと世良くん（1982年10月-1983年4月、ニッポン放送）
- 世良公則のSera-way（エフエム東京）

## 著書
- 『俺たちのバラード』サンケイ出版、1980年4月8日。
- 『元気』八曜社、1986年6月10日。

## 選挙歴
| 当落 | 選挙                     | 執行日         | 年齢 | 選挙区       | 政党   | 得票数     | 得票率 | 定数 | 得票順位 /候補者数 | 政党内比例順位 /政党当選者数 |
| ---- | ------------------------ | -------------- | ---- | ------------ | ------ | ---------- | ------ | ---- | ------------------ | ---------------------------- |
| 落   | 第27回参議院議員通常選挙 | 2025年07月20日 | 69   | 大阪府選挙区 | 無所属 | 25万2914票 | 6.01%  | 4    | 7/19               | /                            |